# Congjapyx
Congjapyx es un género de Diplura en la familia Japygidae.

## Especies
- Congjapyx constrictus Pagés & Schowing, 1958
- Congjapyx hirtus Pagés & Schowing, 1958
- Congjapyx insidiator Pagés & Schowing, 1958
- Congjapyx insolans Pagés & Schowing, 1958
- Congjapyx intermedius Pagés & Schowing, 1958
- Congjapyx kabarensis Pagés & Schowing, 1958
- Congjapyx longipilus Pagés & Schowing, 1958
- Congjapyx schoutedini Pagés, 1954